# New York Jets 2024
La stagione 2024 dei New York Jets è stata la 65ª della franchigia, la 55ª nella National Football League e la quarta e ultima con Robert Saleh come capo-allenatore.
Saleh fu licenziato l'8 ottobre dopo avere iniziato la stagione con due vittorie e tre sconfitte, venendo nominato capo-allenatore ad interim per il resto della stagione il coordinatore della difesa Jeff Ulbrich. Anche il general manager Joe Douglas fu licenziato il 19 novembre dopo una sconfitta nella settimana 11 contro gli Indianapolis Colts che fece scivolare i Jets a un record di 3–8, venendo sostituito da Phil Savage.
Questa fu la seconda stagione della squadra dall'acquisizione del quarterback quattro volte MVP Aaron Rodgers dai Green Bay Packers. Dopo che la precedente era terminata quasi subito a causa di un infortunio al tendine d'Achille, i Jets tentavano di migliorare i loro record di 7–10 del 2022 e 2023 e fare ritorno ai playoff per la prima volta dal 2010 e chiudere la striscia negativa attiva più lunga dei quattro maggiori sport professionistici americani. Tuttavia il club venne matematicamente eliminato dopo una sconfitta ai tempi supplementari nella settimana 14 contro i Miami Dolphins.
Malgrado il ritorno di Rodgers e l'arrivo di diversi giocatori importanti in attacco, come Mike Williams e Davante Adams, i Jets ebbero la loro peggior partenza dal 2021, perdendo sei delle prima otto gare. La squadra chiuse con un bilancio di 5-12, il maggior numero di sconfitte in una stagione da titolare della carriera di Rodgers.

## Scelte nel Draft 2024
| Scelte dei Jets nel Draft 2024 |        |                   |       |                    |                                       |
| Giro                           | Scelta | Giocatore         | Ruolo | College            | Note                                  |
| 1                              | 11     | Olu Fashanu       | OT    | Penn State         | Da Minnesota                          |
| 3                              | 65     | Malachi Corley    | WR    | Western Kentucky   | Da Carolina                           |
| 4                              | 134    | Braelon Allen     | RB    | Wisconsin          | Da Baltimore                          |
| 5                              | 171    | Jordan Travis     | QB    | Florida State      |                                       |
| 5                              | 173    | Isaiah Davis      | RB    | South Dakota State | Scelta compensatoria da San Francisco |
| 5                              | 176    | Qwan'tez Stiggers | CB    | Nessuno            | Scelta compensatoria da San Francisco |
| 7                              | 257    | Jaylen Key        | S     | Alabama            | Scelta compensatoria                  |

## Staff
| Staff dei New York Jets |
| --- |
| Organi dirigenziali - Proprietario– Woody Johnson - Chairman/CEO – Christopher Johnson - Presidente – Hymie Elhai - Vice presidente esecutivo/COO – Brian Friedman - General manager – Joe Douglas - Assistente general manager – Rex Hogan - Direttore senior dell'amministrazione del football – Dave Socie - Direttore del personale dei giocatori – Chad Alexander - Direttore del personale professionistico – Greg Nejmeh - Assistente del direttore del personale professionistico – Kevin Murphy - Direttore degli osservatori del college – Jon Carr - Consulente senior – Phil Savage Capo allenatore - Capo-allenatore - Jeff Ulbrich (ad interim) Altri allenatori - Preparatore atletico – Justus Galac - Assistenti p.a. – Aaron McLaurin e Joe Giacobbe Allenatori dell'attacco - Coordinatore offensivo – Nathaniel Hackett - Coordinatore gioco sui passaggi – Todd Downing - Quarterback – Rob Calabrese - Running back – Taylor Embree - Wide receiver – Zach Azzanni - Tight end – Ron Middleton - Offensive line/coordinatore gioco sulle corse – Keith Carter - Assistente offensive line – Ben Wilkerson - Assistente attacco – Pat Bastien - Assistente attacco – Mack Brown - Assistente attacco – Junior Taylor - Assistente attacco – Billy VandeMerkt Allenatori della difesa - Coordinatore difensivo – Jeff Ulbrich - Defensive line – Aaron Whitecotton - Assistente defensive line – Shaq Wilson - Linebacker – Mike Rutenberg - Assistente difesa senior/cornerback – Tony Oden - Defensive back/safety – Marquand Manuel - Assistente difesa – Ricky Manning Jr. - Assistente difesa – Nathaniel Willingham Allenatori dello special team - Coordinatore special team – Justus Galac - Assistente s.t. – Michael Ghobrial - Assistente s.t. – Leon Washington |

## Roster
| Roster dei New York Jets |
| --- |
| Quarterback - 8 Aaron Rodgers - 2 Tyrod Taylor Running Back - 25 Israel Abanikanda - 0 Braelon Allen - 32 Isaiah Davis - 20 Breece Hall Wide Receiver - 19 Irvin Charles - 17 Malachi Corley - 82 Xavier Gipson - 10 Allen Lazard - 18 Mike Williams - 5 Garrett Wilson Tight End - 84 Brenden Bates - 83 Tyler Conklin - 89 Jeremy Ruckert Offensive Linemen - 74 Olu Fashanu T - 61 Max Mitchell T - 78 Morgan Moses T - 65 Xavier Newman-Johnson C - 71 Wes Schweitzer G - 76 John Simpson G - 77 Tyron Smith T - 66 Joe Tippmann C - 75 Alijah Vera-Tucker G - 67 Carter Warren T Defensive Linemen - 72 Micheal Clemons DE - 11 Jermaine Johnson II DE - 54 Javon Kinlaw DT - 99 Will McDonald IV DE - 91 Braiden McGregor DE - 93 Takkarist McKinley DE - 96 Leonard Taylor III DT - 94 Solomon Thomas DT - 58 Eric Watts DE - 95 Quinnen Williams DT Linebacker - 53 Zaire Barnes OLB - 57 C.J. Mosley MLB - 44 Jamien Sherwood OLB - 55 Chazz Surratt MLB - 56 Quincy Williams OLB Defensive Back - 22 Tony Adams FS - 29 Jarrick Bernard-Converse CB - 30 Michael Carter II CB - 36 Chuck Clark SS - 21 Ashtyn Davis SS - 26 Brandin Echols CB - 1 Sauce Gardner CB - 23 Isaiah Oliver FS - 4 D.J. Reed CB - 37 Qwan'tez Stiggers CB Special Team - 42 Thomas Hennessy LS - 6 Thomas Morstead P - 9 Greg Zuerlein K Lista delle riserve - 45 Jimmy Ciarlo OLB (IR) - 92 Leki Fotu DT (IR) - 7 Haason Reddick DE (Did Not Report) - 38 Myles Jones CB (IR) - 86 Malik Taylor WR (IR) - 3 Jordan Travis QB (NF-Inj.) - 88 Kenny Yeboah TE (IR) Roster aggiornato al 29 agosto 2024 53 attivi, 8 inattivi |
| Legenda - I rookie sono in corsivo. - Il primo ruolo è il principale mentre gli eventuali successivi indicano i ruoli secondari. - (IR) sta per Injured Reserve ed indica la lista ristretta per un solo giocatore infortunato che può tornare ad allenarsi dopo la settimana 6 e a rientrare in prima squadra dopo che questa ha giocato 8 partite. - (NF-Inj.) / (NF-Ill.) stanno rispettivamente per Non-Football Injured e Non-Football Illness ed indicano le liste dove viene inserito un giocatore che ha un infortunio o una malattia non dipendente dal football americano. - (PUP) sta per Physically Unable to Perform ed indica la lista dove viene inserito un giocatore mentre è in attesa di recuperare la condizione fisica. Nella stagione regolare dopo la sesta partita giocata dalla propria squadra, il giocatore ha tempo tre settimane per riprendere ad allenarsi, più tre settimane aggiuntive dal suo rientro agli allenamenti per rientrare in prima squadra. |

## Precampionato
Il 15 maggio 2024 furono resi note gli avversari delle gare del precampionato.
| Stagione regolare |           |            |                       |           |        |                         |             |         |
| Settimana         | Data      | Ora (ET)   | Avversario            | Risultato | Record | Stadio                  | TV          | Sintesi |
| 1                 | 10 agosto | 12:00 p.m. | Washington Commanders | V 20-17   | 1-0    | MetLife Stadium         | CBS 2 (CBS) | Sintesi |
| 2                 | 18 agosto | 7:00 p.m.  | @ Carolina Panthers   | V 15-12   | 2-0    | Bank of America Stadium | CBS 2 (CBS) | Sintesi |
| 3                 | 24 agosto | 7:30 p.m.  | New York Giants       | V 10-6    | 3-0    | MetLife Stadium         | CBS 2 (CBS) | Sintesi |

## Stagione regolare

### Calendario
Il calendario della stagione regolare fu reso noto il 15 maggio 2024. Data e orario della gara di settimana 18 furono definiti il 29 dicembre, subito dopo lo svolgimento del diciassettesimo turno.
| Stagione regolare |                    |                    |                           |                    |                    |                                    |                    |                    |
| Settimana         | Data               | Ora (ET)           | Avversario                | Risultato          | Record             | Stadio                             | TV                 | Sintesi            |
| 1                 | 9 settembre        | 8:15 p.m.          | @ San Francisco 49ers (M) | S 19-32            | 0-1                | Levi's Stadium                     | ESPN/ABC           | Sintesi            |
| 2                 | 15 settembre       | 1:00 p.m.          | @ Tennessee Titans        | V 24-17            | 1-1                | Nissan Stadium                     | CBS                | Sintesi            |
| 3                 | 19 settembre       | 8:15 p.m.          | New England Patriots (T)  | V 24-3             | 2-1                | MetLife Stadium                    | Prime Video        | Sintesi            |
| 4                 | 29 settembre       | 1:00 p.m.          | Denver Broncos            | S 9-10             | 2-2                | MetLife Stadium                    | CBS                | Sintesi            |
| 5                 | 6 ottobre          | 9:30 a.m.          | @ Minnesota Vikings (I)   | S 17-23            | 2-3                | Tottenham Hotspur Stadium (Londra) | NFL Network        | Sintesi            |
| 6                 | 14 ottobre         | 8:15 p.m.          | Buffalo Bills (M)         | S 20-23            | 2-4                | MetLife Stadium                    | ESPN               | Sintesi            |
| 7                 | 20 ottobre         | 8:20 p.m.          | @ Pittsburgh Steelers (S) | S 15-37            | 2-5                | Acrisure Stadium                   | NBC                | Sintesi            |
| 8                 | 27 ottobre         | 1:00 p.m.          | @ New England Patriots    | S 22-25            | 2-6                | Gillette Stadium                   | CBS                | Sintesi            |
| 9                 | 31 ottobre         | 8:15 p.m.          | Houston Texans (T)        | V 21-13            | 3-6                | MetLife Stadium                    | Prime Video        | Sintesi            |
| 10                | 10 novembre        | 4:25 p.m.          | @ Arizona Cardinals       | S 6-31             | 3-7                | State Farm Stadium                 | CBS                | Sintesi            |
| 11                | 17 novembre        | 1:00 p.m.          | Indianapolis Colts        | S 27-28            | 3-8                | MetLife Stadium                    | CBS                | Sintesi            |
| 12                | Settimana di pausa | Settimana di pausa | Settimana di pausa        | Settimana di pausa | Settimana di pausa | Settimana di pausa                 | Settimana di pausa | Settimana di pausa |
| 13                | 1º dicembre        | 1:00 p.m.          | Seattle Seahawks          | S 21-26            | 3-9                | MetLife Stadium                    | Fox                | Sintesi            |
| 14                | 8 dicembre         | 1:00 p.m.          | @ Miami Dolphins          | S 26-32 (DTS)      | 3-10               | Hard Rock Stadium                  | CBS                | Sintesi            |
| 15                | 15 dicembre        | 1:00 p.m.          | @ Jacksonville Jaguars    | V 32-25            | 4-10               | EverBank Stadium                   | Fox                | Sintesi            |
| 16                | 22 dicembre        | 1:00 p.m.          | Los Angeles Rams          | S 9-19             | 4-11               | MetLife Stadium                    | CBS                | Sintesi            |
| 17                | 29 dicembre        | 1:00 p.m.          | @ Buffalo Bills           | S 14-40            | 4-12               | Highmark Stadium                   | CBS                | Sintesi            |
| 18                | 5 gennaio          | 4:25 p.m.          | Miami Dolphins            | V 32-20            | 5-12               | MetLife Stadium                    | Fox                | Sintesi            |

Note:
- Gli avversari della propria division sono in grassetto.
- Il simbolo "@" indica una partita giocata in trasferta.
- (M) indica il Monday Night Football, (T) il Thursday Night Football, (S) il Sunday Night Football e (I) una partita delle NFL International Series.

## Premi

### Premi settimanali e mensili
- Braelon Allen:

rookie della settimana 2
- Garrett Wilson:

giocatore offensivo della AFC della settimana 9
- Kene Nwangwu:

giocatore degli special team della AFC della settimana 13